# Svarttjärnen (Nora socken, Ångermanland)
Svarttjärnen är en sjö i Kramfors kommun i Ångermanland och ingår i Nätraån-Ångermanälvens kustområde.